# کن جنکینز
کن جنکینز (انگلیسی: Ken Jenkins؛ زادهٔ ۲۸ اوت ۱۹۴۰) هنرپیشه و فیلم‌نامه‌نویس اهل ایالات متحده آمریکا است.

## گزیده فیلمشناسی
- پرونده‌های ایکس
- پیشتازان فضا: نسل بعدی
- نسخه اولیه
- هواپیمایی آمریکا (فیلم)
- ورطه
- تصمیم اداری
- آخرین پایمرد
- سرقت در ۶۰ ثانیه (فیلم ۲۰۰۰)
- من سم هستم
- مجموع همه ترس‌ها
- شجاعت در زیر آتش
- روانی (فیلم ۱۹۹۸)
- در کشور
- نقطه فروپاشی
- گریخت